# 贝币

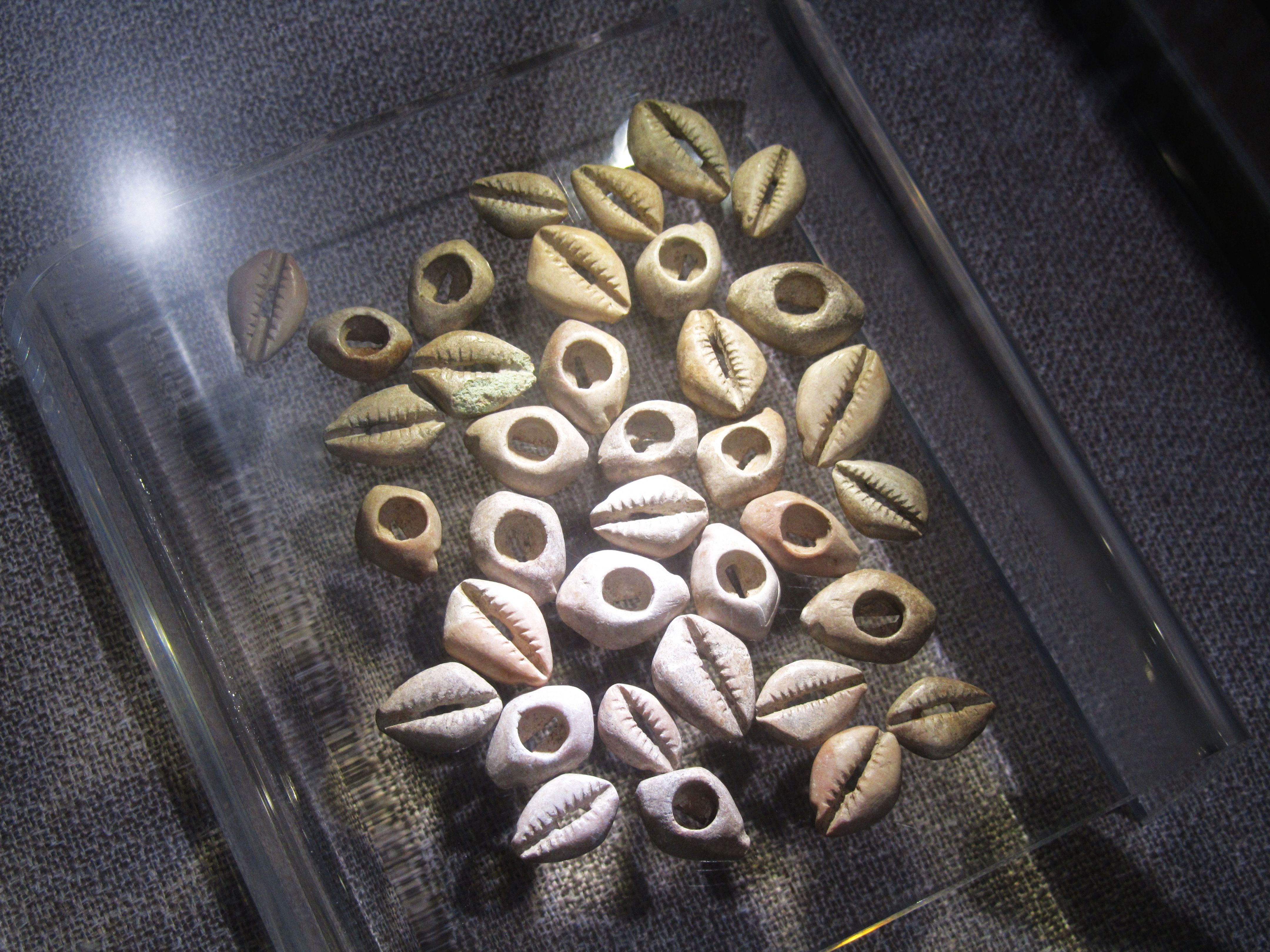
出土于绍兴地区的贝币，现藏于绍兴博物馆

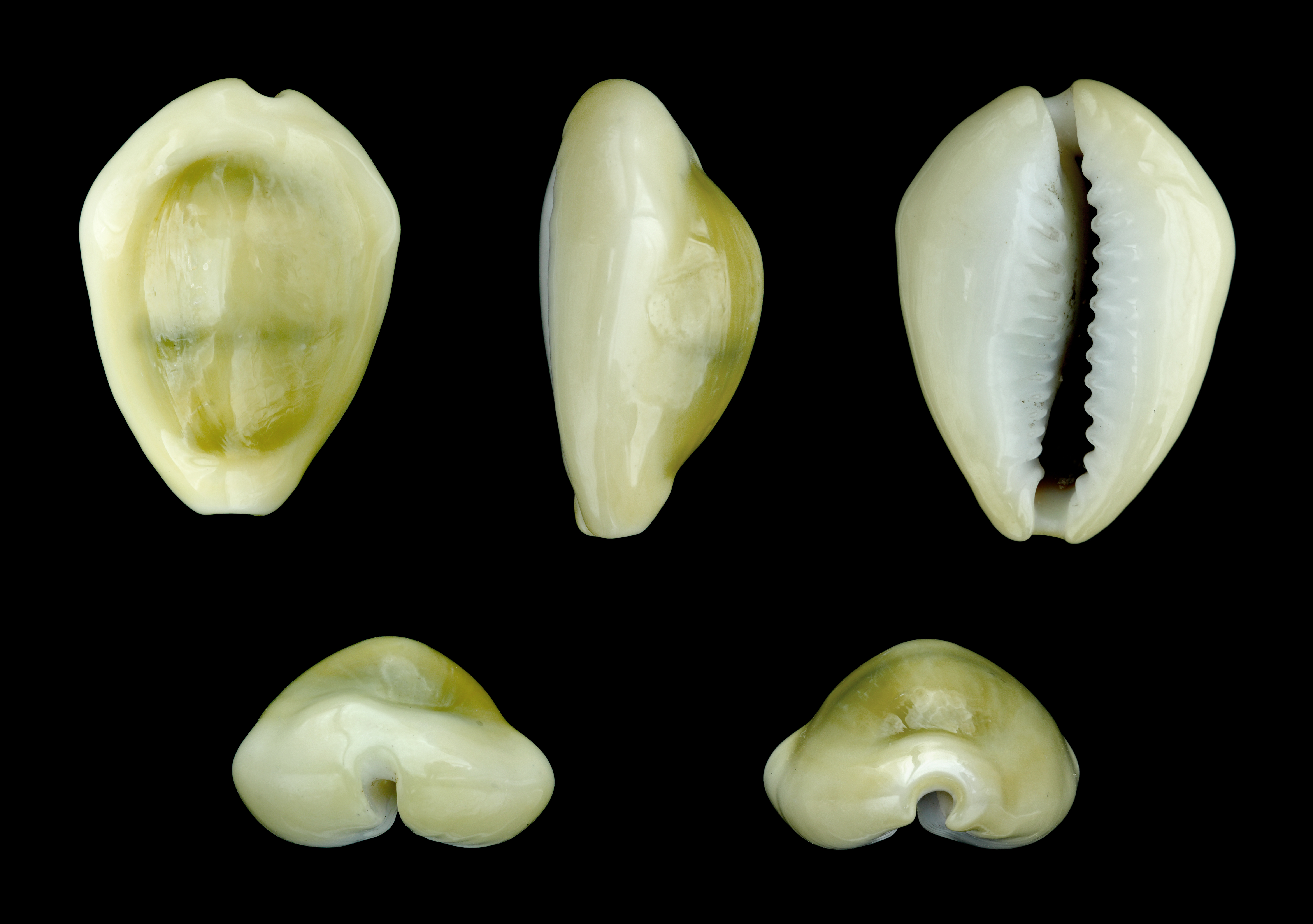
一个货贝贝壳不同角度的视图

贝币，一种曾在很多地区广泛使用的交换媒介，古代最原始的货币之一。贝币通常是完整贝壳或者人为加工的特定形状。由于贝壳本身是一种装饰品，其最初是作为交换的商品出现的，其作为商品和货币的区别一直是个争论的话题。
在几乎每一块大陆，包括亚洲、非洲、美洲和澳大利亚，都有贝币发现。被最广泛的用作货币的贝壳是货贝（Monetaria moneta），这一物种广泛存在于太平洋和印度洋的暖水区。
中文中，“贝币”除了上述被用作货币的天然海贝之外，还包括仿造贝壳形状制造的其他材质的货币，如陶贝、玉贝、骨贝、铜贝等。

## 中国

### 先秦贝币

#### 历史

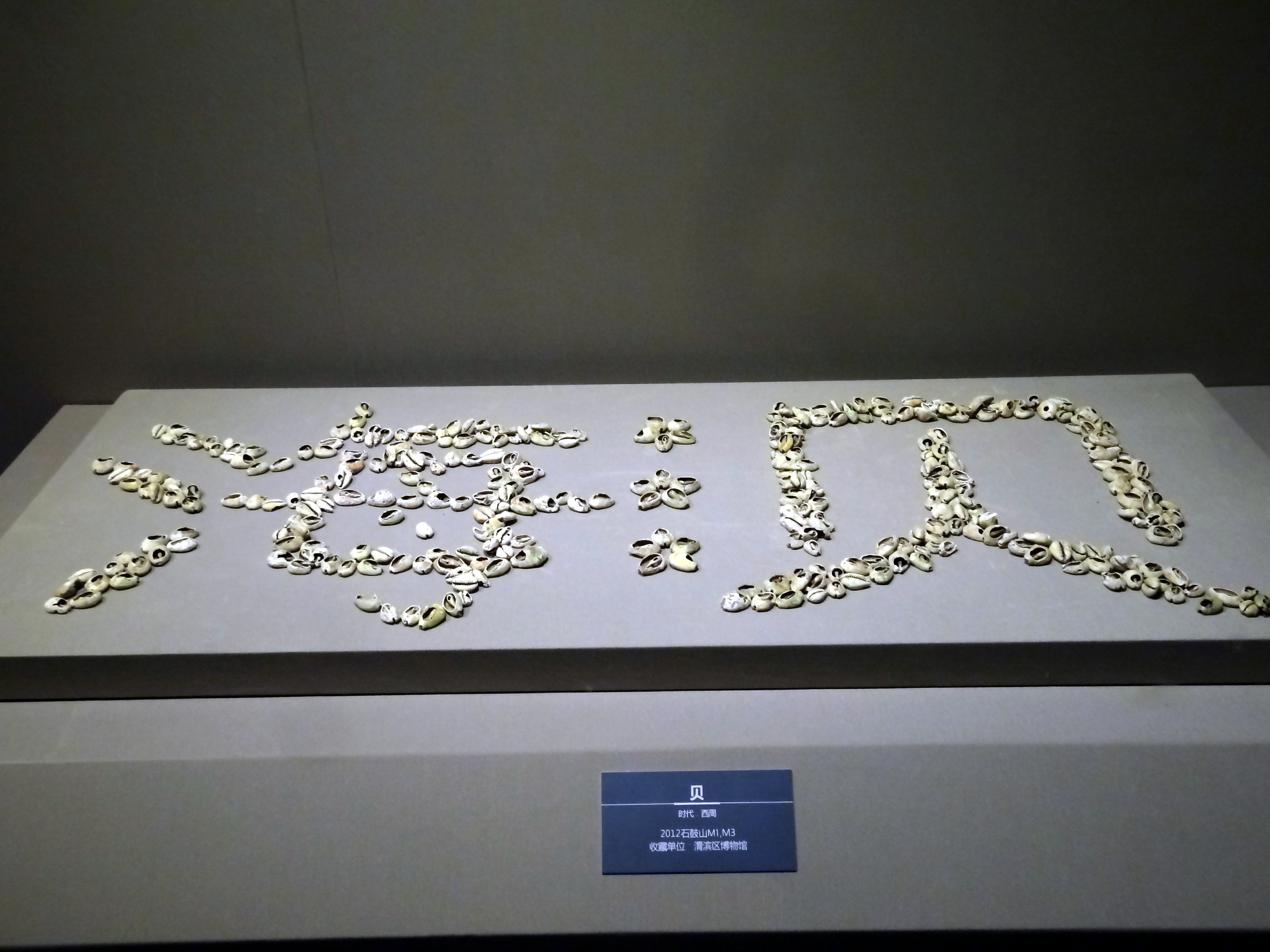
西周贝币，2012年出土于石鼓山

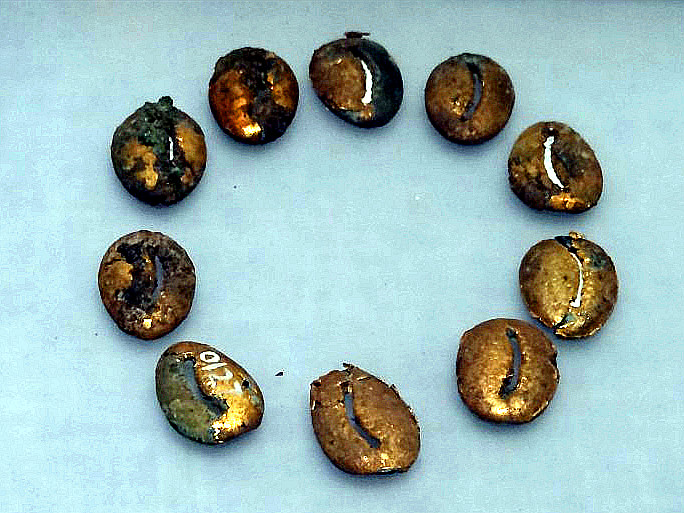
铜包金贝,春秋晚期

早在原始社会末期，中国社会的商品交换逐渐产生，夏朝建立后，中国步入阶级社会，社会分工扩大，商品交换增加，当物物交换不能满足需求时，交换媒介必然产生。贝币作为一种原始货币，在中国先秦时期商品贸易中广泛行用。原始货币为实物货币是指具有货币功能的自然物品和人工制作物。根据文献和考古发现，在夏代，生产工具、粮食、布帛、牲畜、皮张、齿角、龟壳、珠玉、海贝等都充当过交换媒介。后来一些被逐步淘汰，海贝由于对中原地区来说是稀少不易获得，而且美观方便携带而保留下来。

成书于西汉的《史记》及《盐铁论》中均有夏代使用贝币的记载，但由于是后人追述，传说成分很大。而一些夏代的墓葬、遗址出土的文物中，贝币的出现则佐证了夏代使用贝币的说法，如1975年在河南偃师二里头文化遗址中出土了12枚天然海贝和仿制的骨贝与石贝。

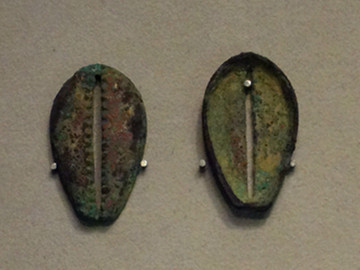
商代林遮峪遗址出土的铜贝

贝币的计算单位是朋，一朋的贝数，古人有2枚、5枚之说，今人一般倾向于每朋10贝。在先秦文献及出土青铜器铭文中常有“朋”字出现，如：《诗经·小雅·菁菁者莪》中有“既见君子，锡我百朋”；1959年河南安阳商代墓葬中出土的戍嗣子鼎的铭文中有“王商戍嗣子贝廿朋”。
中国古代文献中提到充当贝币的海贝，除又被称为子安贝的小型海贝外，还有大贝、紫贝、玄贝等，1949年以来，出土的各类贝币实物则有货贝、拟枣贝、阿文绶贝、虎斑宝贝、环纹货贝、黍斑眼球贝和伶鼬榧螺等。
商代中后期，随着商品交换规模的扩大，海贝数量出现了相对不足，仿制贝币开始出现，有石贝、玉贝、陶贝、骨贝、蚌贝（珧贝）、铜贝、银贝、金贝及包金铜贝等等。但仿贝也有只起冥币作用的。在河南、山西等地的多个商代晚期墓葬中有大量仿贝和真贝同时出土。中国货贝开始了有实物货币到金属货币的过渡。商代铜仿贝是目前世界上发现最早的金属铸币。由于最初的铜贝没有铭文，因此也被称为无文铜贝。此外，楚国地区的流通货币鬼脸钱，也是铜贝的一种。铜仿贝的铸行成为实物货币向金属货币过渡的重要载体。西周晚期后，因称量货币和金属铸币的广泛流通，贝币就逐渐失去了货币资格，重新成了装饰品。秦朝建立后，贝币退出流通领域。

源自货贝形状的汉字“贝”

在中文中，与价值、钱财相关的文字多带有“贝”字的偏旁或部首，如贷、货、资、贫、财、债、贿、赊、賬、购等等，说明了贝币的使用与这些文字的形成处于同一个历史时期。

#### 海贝种类

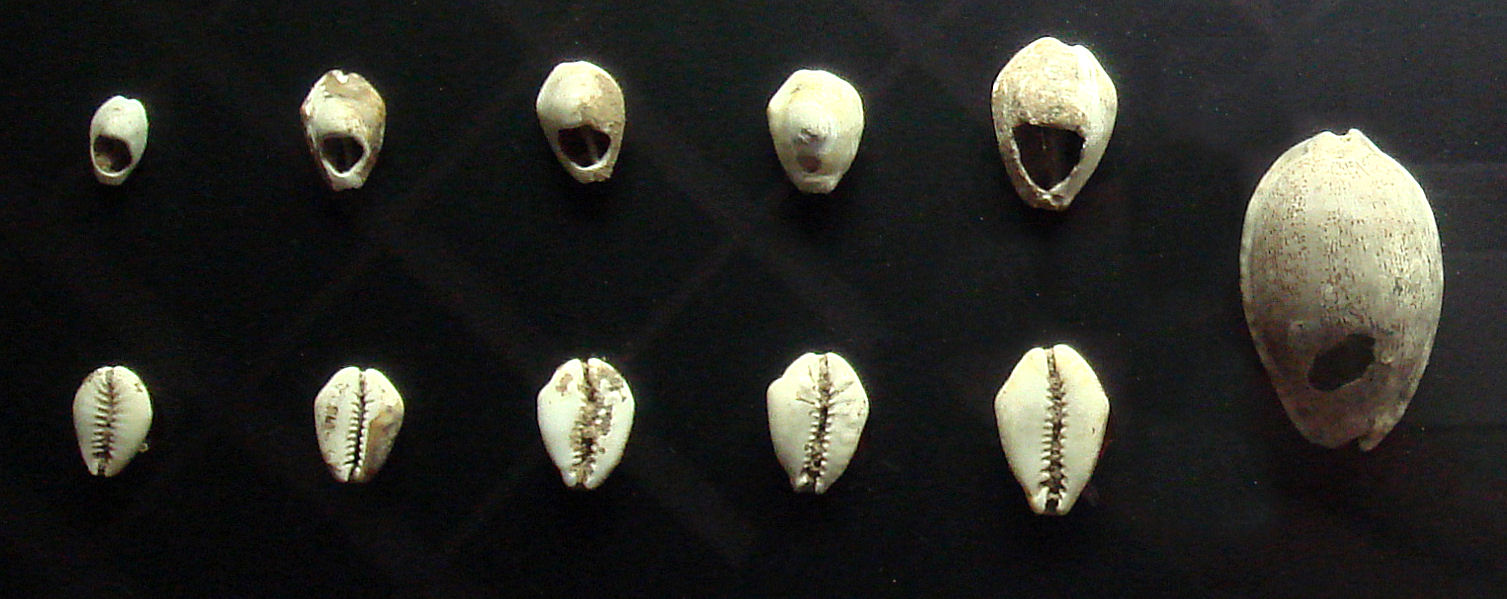
中国贝币，带有穿孔海贝，拍摄于日本货币博物馆

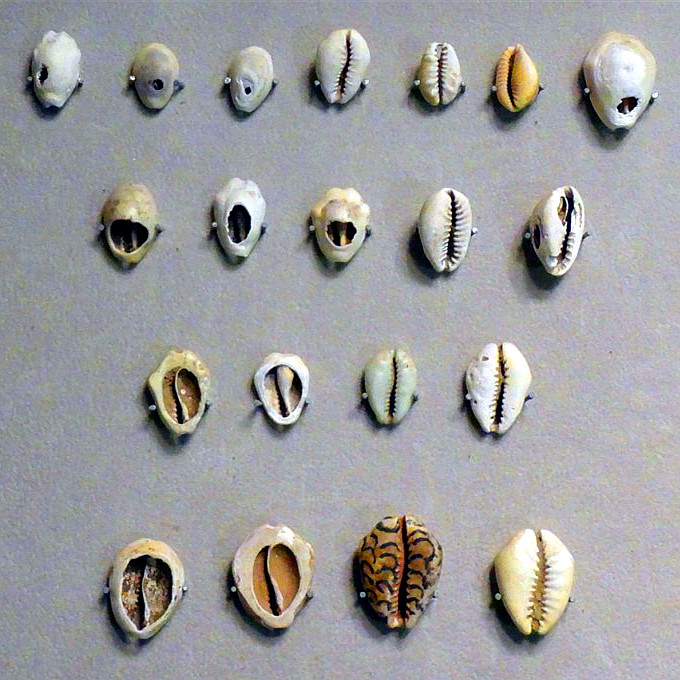
中国钱币博物馆展示的各类商代天然贝

货贝（Monetaria moneta）是最常见的贝币种类，广泛应用于夏商西周时期。货贝是一种海贝，太平洋、印度洋沿海均有出产，货贝略呈卵圆形，浅黄色，由于其美丽的外观，被古人选为装饰品，随着商品生产和商品交换的发展，货币从各种各样的交换媒介中脱颖而出，到夏代时逐渐取得了主要货币地位。为携带方便，货贝上多磨有穿孔。根据孔的大小可分为小孔式、大孔式和磨贝式三类。小孔式贝币主要流通于夏商时期，孔径多在2mm左右；大孔式流通于商代早期至西周中期，孔径一般在3mm-8mm；磨背式流通于商代晚期到春秋早期，背部几乎全部磨掉。
伶鼬榧螺（Oliva mustelina），夏至西周时期贝币，形体瘦长，浅黄色，一端有小螺旋，背部多磨有不规则穿孔。山东兖州大汶口文化墓葬、河南安阳殷墟商墓都有出土，而且在安阳殷墟西区M620所出土的伶鼬榧螺是与铜贝共存的。出土的伶鼬榧螺贝币一般长18mm-25mm，腹径8mm-13mm。
拟枣贝（Erronea errones），夏至西周时期贝币，流通于中原和部分沿海地区。拟枣贝外貌与货贝相似，略瘦长，山东、河南的部分殷墟、商墓中有出土，罕见。
阿文绶贝（Mauritia arabica）、虎斑宝贝（Cypraea tigris），殷商、西周时期的贝币，流通于中原和部分沿海地区，是否为货币不详，可能是作为珍宝种类。史籍中的“大贝”可能是指这些贝类。

#### 应用

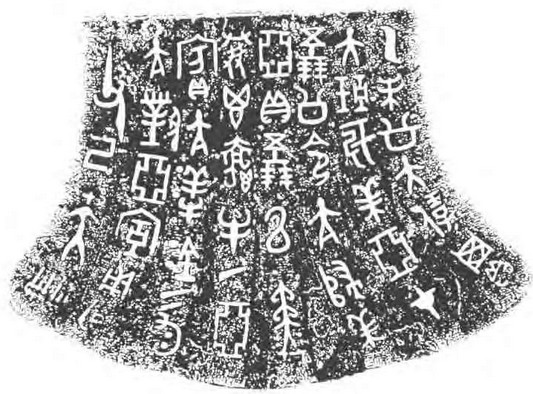
亢鼎铭文拓片

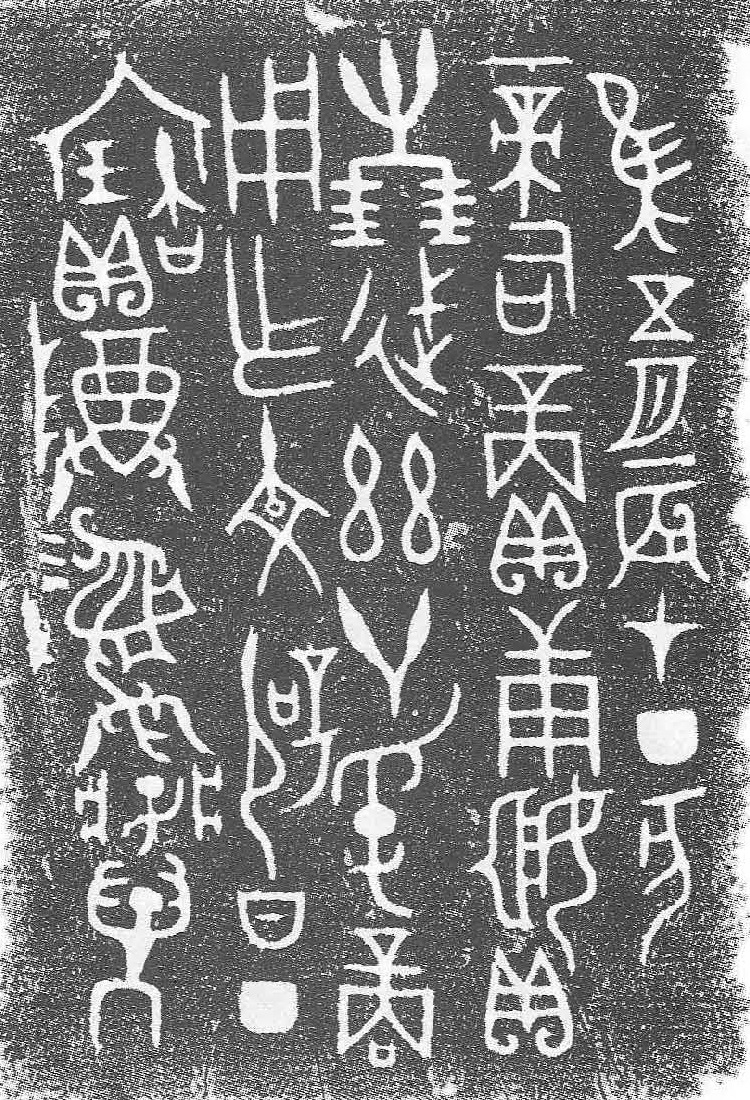
庚姬尊铭文拓片

夏商直至西周初期，贝币都被是广泛使用的通货，其主要用途有：价值尺度、流通手段、支付手段及贮藏功能等。
价值尺度
很多商周青铜器铭文中有以贝币为价值尺度的体现：
- 商代小臣邑斝：“癸巳，王易小臣邑贝十朋，用乍母癸尊彝。”
- 商代戍嗣子鼎：“丙午，王商戍嗣子贝廿朋，在阑宗，用乍父癸宝鼎。”
- 西周成王时遽伯瞏簋：“遽伯瞏乍宝尊彝，用贝十朋又四朋。”
- 西周卫盉：“唯三年三月，既生霸壬寅，王爯旂于豊，矩白庶人取瑾璋于裘卫。才八十朋，厥贮，其舎田十田。矩或取赤虎两、两鞈一，才廿朋。其舍田三田。裘卫乃雉告于伯邑父，荣伯，定伯，亮伯，单伯，乃令参有司，司徒，微邑，司马单舆，司工邑人，服遝受田。燹、𧻷、卫小子瑶逆者其卿，卫用作朕文考惠孟宝盘，卫其万年永宝用。”

流通手段
1998年上海博物馆在香港古玩肆收购的西周初期的亢鼎上铭文中记录了用贝币购买玉器的一桩交易，证明了西周时，贝币被作为交换媒介使用。亢鼎铭文释读为：
乙未，公大保買大玖于美亞，才（財）五十朋。公令亢歸美亞貝五十朋，以（与）矛（茅）纯、鬯觛、牛一。亞賓亢騂、金二匀（鈞）。亢對亞庥，用作父己。夫冊。
支付手段
根据甲骨文和铭文以及后世史籍，商周时期缴纳的贡赋，捐献，交纳赎金，国家发放俸禄，赏赐，国家借贷和民间借贷及对官员的贿赂等都多是用贝来进行支付。如1976年陕西省扶风县庄白村一号西周青铜器窖藏出土的庚姬尊就记载了一次涉及贝币的赏赐：
隹（唯）五月，辰才（在）丁亥，帝后赏庚姬贝卅朋、？丝廿寽（锊），商用乍（作）文辟日丁宝尊彝。举。
贮藏功能
商代甲骨文中有:“取有贝”，“光取贝二朋，在正月取”等记载。

### 云南贝币

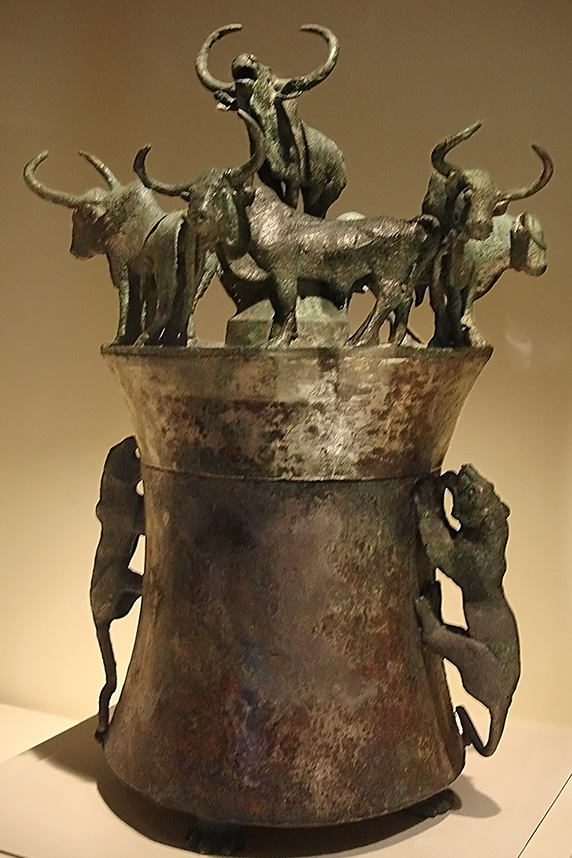
七牛虎耳青铜贮贝器，云南出土，现藏于国家博物馆

从春秋晚期到明末清初，贝币一直是云南地区最主要的实物货币。云南地处中国西南边陲，自古是少数民族聚居之地，古代除了受中原影响外，也深受印度的影响，因此货币制度与中原相比有着极为独特的一面。
秦代，由于原属楚国的庄蹻割据一方，秦朝的半两钱未能进入云南。汉代，五铢钱曾随着王朝的统治一齐进入云南，但由于后来中央对云南的控制被削弱，贝币又成为主流。
南诏国和大理国时期，其通用货币都是贝币，内地的铜钱仅在茶马古道干道沿线流通。据《新唐书·南诏》里记载：“以缯帛及贝市易”、“贝者大若指，十六枚为一觅”，这也是云南货币最早的史料记载。
元明时期，民间仍然通行贝币，以至于百姓缴纳赋税、发放官员俸禄和兵士饷钱都可以用贝币支付。
元代，蒙古人征服了云南，云南已被纳入中央王朝的管理之下，但云南行省平章政事赛典赤·赡思丁在货币政策上允许云南继续使用贝币，规定“云南赋税，以金为则，以贝子折纳”，并规定黄金与贝币的兑换比率为“每金一钱，直贝子三十索”，一索为5个贝币。
明代，明太祖朱元璋在攻下云南后，实行了移民屯垦政策，大量汉族人口移居云南，并首次超过了当地的少数民族人口。但在货币问题上，出现了与元朝时类似情况，大明宝钞不能流通，银两只能用于大宗交易，不仅民间在用贝币，给政府缴税也得用贝币。
公元1647年，大西农民军进入昆明并建立新政权，为解决财政问题，利用云南的铜矿大量铸钱，并强行废贝行钱，在云南流通了两千多年的贝币正式退出历史舞台。

## 亚洲其他地区
在南亚的印度、孟加拉等地，贝币也曾广泛使用。宋代地理志《诸蕃志》中就有位于今孟加拉国和印度西孟加拉邦一带的鹏茄罗国使用贝币的记载：“（鹏茄罗）以白砑螺壳磨治为钱”。在孟加拉，每3840枚贝币兑换1卢比，每年的输入量达3万卢比。
在东南亚的泰国，古代每暹罗提卡约值半金衡盎司银的时候，贝币被称为（bia），每6400枚合1提卡。而在现在的泰语中，该词仍被使用，用以表示借贷的利息；（bia wat）用以表示军队养老金。
在西亚，英国考古学家奧斯丁·亨利·萊亞德1845年到1851年在亚述古城尼姆鲁德发掘出了很多环纹货贝。

## 非洲

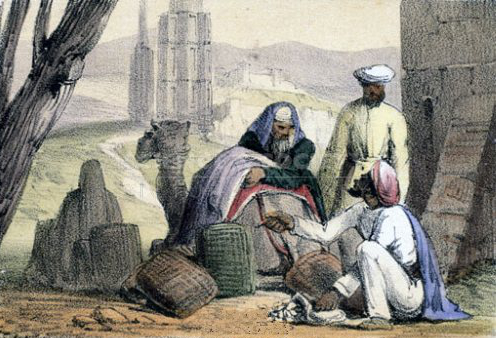
1845年画作，显示阿拉伯商人用货贝做钱币

在非洲西部，贝币直至19世纪中叶仍具有法偿地位。在奴隶贸易被废除前，大量的货贝被运到一些英国港口，在转运到奴隶海岸。在非洲中西部，货贝作为刚果王国的货币“nzimbu”也十分常见。
由于这些贝壳在西非的价值远远超过了在其产地的价值，因此贸易的利润非常大。在一些情况下，收益据说达到了500%。贝币的使用不断向内陆扩展，在1850年左右时，海因里希·巴尔特发现贝币在卡诺、库卡、甘多，甚至在廷巴克图都相当普遍。据巴尔特的记述，在博尔努的Muniyoma，每个成年男子需每年为自己缴纳1000个贝壳，为他拥有的每头牛缴纳1000个，每个奴隶2000个，国王的一年的税收共计约30,000,000贝壳。
在沿海国家，贝币每40枚或100枚穿成串使用，相应地每50串或20串代表一块银币；但在内陆，贝币被一个个的计数，若商人比较专业的话，可能五个五个的计数。在上述地区，贝币被称为“kurdi”，主要从西海岸获得；但在乌尼杨韦齐北部地区，贝币被称为“simbi”，主要依赖桑给巴尔的穆斯林商人获得。在非洲的一些偏远地区，直到20世纪初仍有使用贝币的，如在英屬烏干達仍可以用貝殼交稅，但后来也被现代货币取代了。
在葡属西非的本吉拉，用非洲大蜗牛的壳制成的中间带洞的蜗壳圈也曾被用作货币。

## 美洲

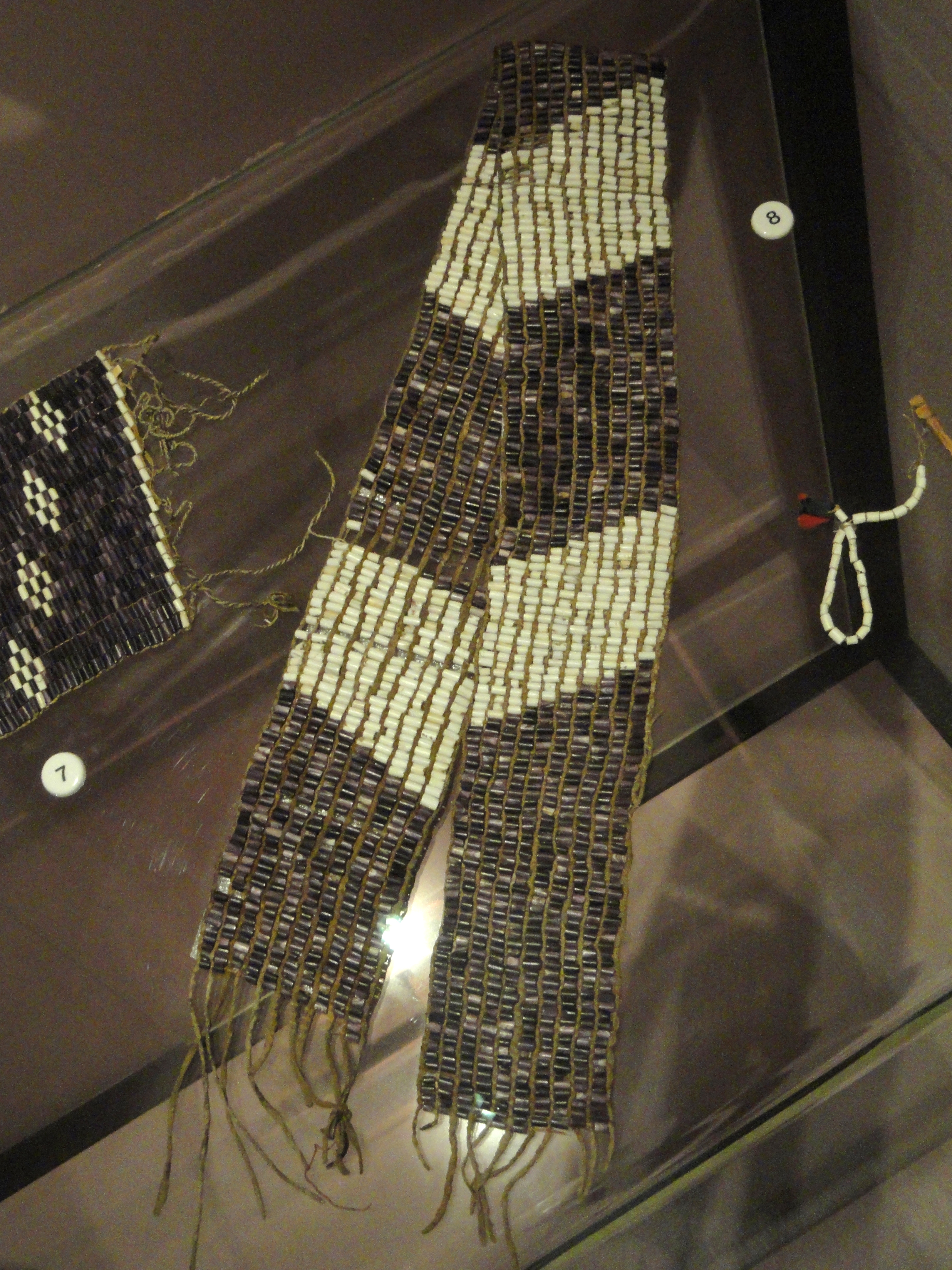
易洛魁联盟和阿尔冈昆部落贝币

从阿拉斯加到加利福尼亚西北的太平洋沿岸的美洲原住民部落最看重的贝壳是角贝壳，角贝又称象牙贝，属掘足纲，是一种狭长的海洋软体动物，有着象牙状的角壳。角贝壳两端带有自然的开孔，可以十分方便的串起来。这种贝币是以长度而不是具体的个数来衡量价值的，最大的单位“ligua”约合6英寸。
在再往南的加州中部和南部，当地人用紫色小榧螺（Olivella biplicata）的螺壳做珠子至少有9000年的历史。考古遗址发现的少数遗存表明，它们不是用作货币而是作为装饰品存在的。从1000年前开始，在加州圣巴巴拉海峡各岛上，丘马什人工匠开始用榧螺壳打制串珠，留下了一米深的制造残渣桩；由此产生的圆形串珠被当地，也就是现在的南加州地区，的人们用作货币。大约公元1500年开始，直到十九世纪末，加州中部的海岸米沃克人、奥洛尼人、帕特温人、波莫人和瓦波人等民族使用海生双壳贝紫石房蛤（Saxidomus purpurata）来制作贝币。
在北美东海岸的易洛魁联盟和阿尔冈昆部落的成员中，如辛纳科克部落，一直使用用海生双壳贝硬壳蛤（Mercenaria mercenaria）制作的被叫做“Wampum”的串珠，这种串珠是将硬壳蛤的紫色部分去除后用白色的部分制作的。

## 大洋洲

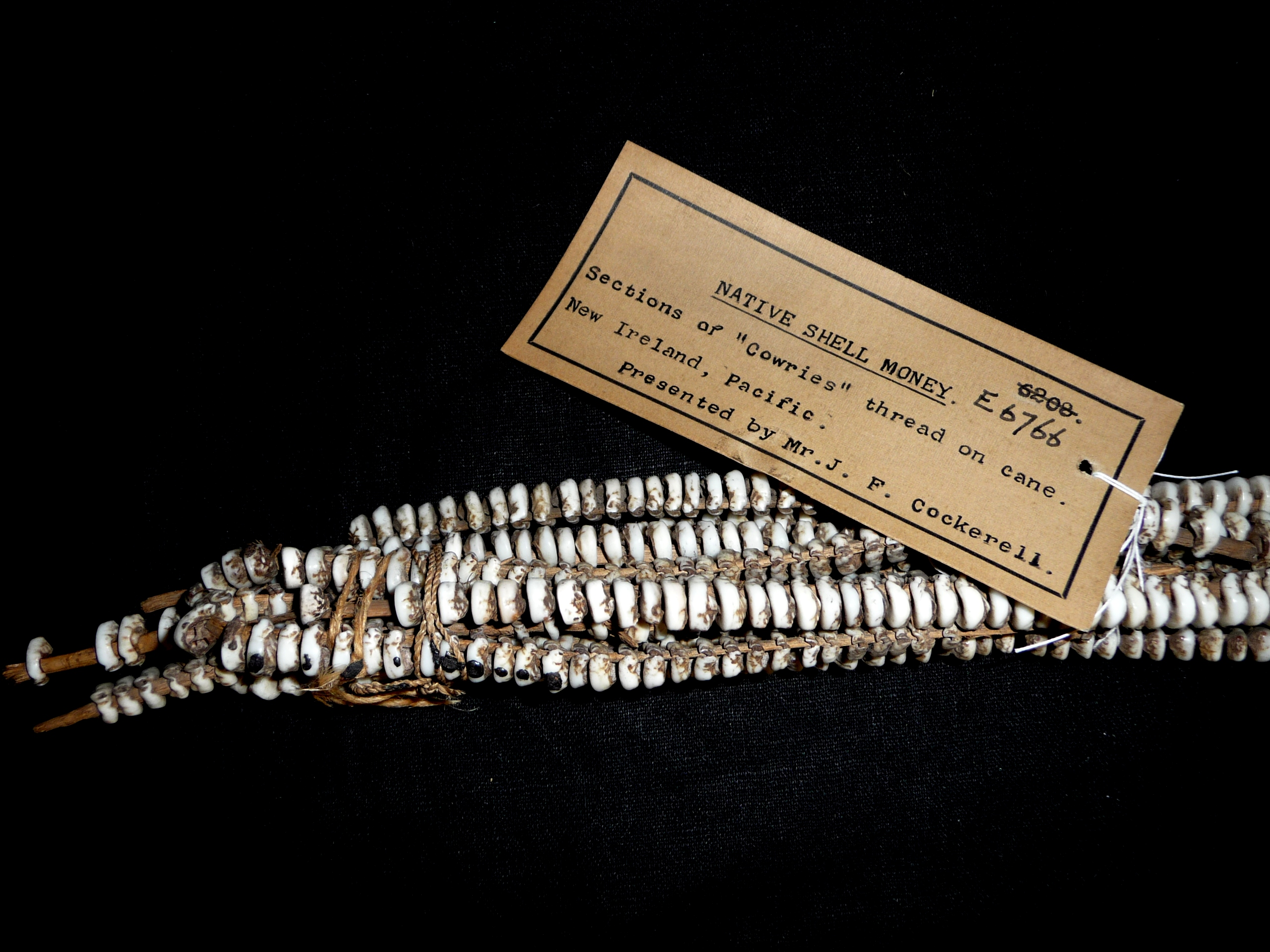
巴布亚新几内亚贝币

在澳大利亚北部，当地原住民也曾使用贝币，而且不同的部落曾使用不同的贝壳，一个部落的贝币对另一个部落可能是毫无价值的。
在新几内亚以北的一些岛屿上，人们把贝壳打成薄片，钻孔并用绳子串成串，通过指节测出长度来表明价值。这些太平洋岛屿上主要使用两类贝壳，一类是一种新几内亚海岸的贝类，另一类是普通珍珠贝。
在南太平洋各岛，少女榧螺也曾广泛被用作贝币。直到1882年，所罗门群岛的当地贸易仍使用贝壳珠来进行，这些贝壳珠由妇女们研磨称所需要的大小，由于其制作困难，制作量小于需求量，因此其价值得到了很好的维持。
在巴布亚新几内亚的东新不列颠岛屿，贝币仍具有法偿地位，并可以兑换为巴新法定货币基纳。在约克公爵群岛，当地的托莱人将使用的贝币称作“塔布”（Tabu）。